# Holorusia makara
Holorusia makara är en tvåvingeart som först beskrevs av Alexander 1967.  Holorusia makara ingår i släktet Holorusia och familjen storharkrankar. Inga underarter finns listade i Catalogue of Life.